# Natron (aplicación)
Natron es un software de composición basado en nodos, es libre y de código abierto. Ha sido influenciado por software de composición digital como Avid Media Illusion, Apple Shake, Blackmagic Fusion, Autodesk Flame y Nuke, de los cuales se derivan su interfaz de usuario y muchos de sus conceptos. 
Natron soporta plug-ins siguiendo la API OpenFX 1.4. La mayoría de los plug-ins OpenFX comerciales y de código abierto son compatibles.

## Origen del nombre
Natron lleva el nombre del Lago Natron en Tanzania que, según el programador principal de Natron, Alexandre Gauthier, proporciona "efectos visuales naturales" al preservar sus animales muertos.

## Historia
Natron fue iniciado por Alexandre Gauthier en junio de 2012 como un proyecto personal. El proyecto fue el ganador del concurso Boost Your Code 2013 de Inria. El premio fue un contrato laboral de 12 meses para desarrollar Natron como un software libre y de código abierto dentro del instituto.
El primer lanzamiento público ampliamente disponible fue la versión 0.92 (5 de junio de 2014), que trajo funcionalidades de rotoscopia y de croma. Las versiones beta posteriores trajeron características adicionales como desenfoque de movimiento, gestión del color a través de OpenColorIO y seguimiento de video.
La versión 1.0 fue lanzada el 22 de diciembre de 2014, junto con un gran proyecto de muestra de François «CoyHot» Grassard, un artista y profesor profesional de gráficos por computadora, que demuestra que Natron puede ejecutar gráficas interactivas con más de 100 nodos. En enero de 2015, el departamento de Arte y Tecnología de la Imagen (ATI) de la Universidad de París 8 anunció que cambiarían a software libre y de código abierto de calidad profesional para enseñar gráficos por computadora a estudiantes y artistas, incluidos Blender, Krita, y Natron.

## Licenciamiento
Antes de la versión 2.0, Natron estaba licenciada bajo la Mozilla Public License versión 2.0, que permitía redistribuirla con plug-ins de código cerrado.
Desde la versión 2.0, el software se volvió a licenciar bajo la GNU General Public License versión 2 o posterior para permitir una mejor comercialización. Todos los complementos que se distribuyen con binarios de Natron 2.0 o posterior deben ser compatibles con la GPLv2. Los plug-ins de código cerrado, incluidos los comerciales, todavía se pueden usar con Natron, aunque la GPL según la FSF no permite cargar y vincular plug-ins de código cerrado, o complementos que no se distribuyen bajo una licencia compatible con GPL, pero deben distribuirse por separado.
Los datos producidos por Natron, o cualquier software distribuido bajo la GPL, no están cubiertos por la GPL: los derechos de autor sobre la salida de un programa pertenecen al usuario de ese programa.

## Características

### Hardware
- Requisitos de hardware mínimos: un procesador de 64 bits, al menos 6GB de RAM (8GB recomendable)
- Una tarjeta gráfica que soportes OpenGL 2.0 o OpenGL 1.5 con algunas extensiones comúnmente disponibles (ARB_texture_non_power_of_two, ARB_shader_objects, ARB_vertex_buffer_object, ARB_pixel_buffer_object).

### Motor de Render
- Tubería de procesamiento de color lineal de coma flotante de 32 bits: todos los cuadros se representan como muestras RGBA de coma flotante con alfa premultiplicado,[8] permite el uso de operadores de composición alfa definidos por Thomas Porter y Tom Duff.[9]
- Soporte para arquitecturas multinúcleo: todo el procesamiento es multiproceso utilizando un patrón de grupo de subprocesos .
- La gestión del color es manejada por la biblioteca OpenColorIO, que incluye soporte para el sistema de codificación de color ACES propuesto por la Academia de Artes y Ciencias Cinematográficas.
- Soporte para muchos formatos de imagen, usando OpenImageIO, incluyendo OpenEXR multicapa. Se pueden usar capas de imagen adicionales para almacenar varias capas de color o para información que no sea de color, como profundidad, flujo óptico, disparidad binocular o máscaras.
- Soporte para leer y escribir archivos de video a través de la biblioteca FFmpeg, incluidos los formatos intermedios digitales como DNxHD y Apple ProRes .
- Soporte completo de la API OpenFX 1.4, lo que permite el uso de código abierto o plug-ins comerciales .
- Soporte para renderizado de baja resolución para previsualizar la salida de efectos visuales intensivos en computación.

### Herramientas
- Transformación de imagen (posición, rotación, escala, inclinar).
- Funcionalidades de seguimiento de video.
- Manipulación: Manipulador, Manipulador Hue (Tono de color), Manipulador de croma, Diferencia, Recoger (Despill), Monitor mate, PIK, PIK Color.
- Pintar: Sólido, Lápiz, Borrador, Clonar, Revelar, Desenfocar, Frotar, Esquivar, Quemar.
- Rotoscopia manual, utilizando curvas Bézier .
- Se encuentra disponible una amplia gama de efectos adicionales (transformaciones de color, transformaciones geométricas, generadores de imágenes y otros).
- Animación de parámetros basada en fotogramas clave, utilizando polinomios de Bernstein (la base polinómica detrás de las curvas de Bézier) para la interpolación.
- Edición de curvas de animación: Editor de curvas.
- Edición de fotogramas clave: Hoja de exposición.
- Soporte para 3D estereoscópico y procesamiento de múltiples vistas.

### Avanzado
- Compatibilidad con el procesamiento por lotes mediante una herramienta de línea de comandos, que permite procesar el procesamiento final en una granja de procesamiento .
- Un formato de proyecto escrito en XML y fácilmente editable por humanos.
- Los ajustes preestablecidos de nodo se pueden importar/exportar fácilmente a través de XML.
- Lenguaje de script Python (Python 2.7).
- Lenguaje de script SeExpr Archivado el 18 de agosto de 2016 en Wayback Machine. (Walt Disney Animation Studios).
- Lenguaje de script WebGL 1.0 (Shadertoy) para el desarrollo acelerado de hardware de efectos visuales 2D/3D.
- Interfaz de usuario personalizable.
- Sistema PyPlug (equivalente a Nuke Gizmos).